# Quận Jeff Davis, Texas
Quận Jeff Davis (tiếng Anh: Jeff Davis County) là một quận trong tiểu bang Texas, Hoa Kỳ. Quận lỵ đóng ở thành phố Fort Davis.. Theo kết quả điều tra dân số năm 2000 của Cục điều tra dân số Hoa Kỳ, quận có dân số 2207 người.